# Glas Hrvata Tasmanije
Glas Hrvata Tasmanije je bio hrvatski emigrantski list.
Utemeljen je u Australiji. Izlazio je u gradu Hobartu na otoku Tasmaniji.
Izlazio je 1961.